# Propustularia surinamensis
Propustularia surinamensis (nomeada, em inglês, Surinam cowrie; em alemão, Surinam-Kauri; tais nomes e o seu descritor específico relativos ao Suriname, embora sem perfeita constatação de sua localidade-tipo) é uma espécie de molusco gastrópode marinho pertencente à família Cypraeidae da ordem Littorinimorpha. Foi classificada por George Perry com a denominação Cypraea surinamensis, em 1811, na obra Conchology, or the natural history of shells: containing a new arrangement of the genera and species, illustrated by coloured engravings executed from the natural specimens, and including the latest discoveries; colocada no gênero Cypraea até o século XX; no século XXI transferida para o monotípico gênero Propustularia, antes um subgênero. É nativa do oeste do oceano Atlântico, desde a Flórida, nos Estados Unidos, ao golfo do México e mar do Caribe até a região sudeste do Brasil. Está citado que, no nordeste brasileiro, esta espécie é encontrada no tubo digestivo do peixe Amphichthys cryptocentrus (Valenciennes, 1837); sendo considerada de rara ocorrência desde a Flórida até o Brasil.

## Descrição da concha e hábitos
Concha ovalada com extremidades em bico; de coloração que vai do cinza-amarelado ao cor-de-rosa, laranja ou abóbora quase vermelhos, de tonalidades suaves a escurecidas, apresentando marcações mosqueadas, mais escuras; atingindo até pouco mais de 4.5 centímetros de comprimento quando desenvolvida, mas geralmente costumando ter entre 2.5 a 3 centímetros, e com sua superfície fortemente polida. Abertura estreita, com dentes em seu lábio externo e columela, fortes e curtos.
É encontrada nas águas da zona nerítica, em bentos de algas calcárias entre 7 e 165 metros de profundidade. Trata-se de espécie carnívora. Em vida o animal possui franjas sobre seu corpo.

## Distribuição geográfica
Esta espécie ocorre no Atlântico Ocidental; da costa sudeste dos Estados Unidos, no leste da Flórida, ao golfo do México, península de Iucatã e mar do Caribe, incluindo Belize e as Pequenas Antilhas, até nordeste da América do Sul, entre a Colômbia e a Venezuela, toda região nordeste do Brasil e parte norte da região sudeste, no Espírito Santo; também no Atol das Rocas e em Martim Vaz, no Brasil.

## Utilização dePropustularia surinamensispelo Homem
Devido à sua pouca coleta, conchas de Propustularia surinamensis são muito apreciadas para colecionismo.